# Samkhar Yangkee Dhashi
Samkhar Yangkee Dhashi (née en 1947) est une femme politique tibétaine, ministre de la Santé de 1996 à 2001.
Elle a travaillé au bureau du Tibet de New Delhi du 1er juillet 1969 au 30 avril 1977. Elle fut ensuite adjointe du ministre de l'éducation du gouvernement tibétain en exil jusqu'en 1983, puis attaché de l'administration de l'hôpital Delek jusqu'en 1989 puis secrétaire adjointe du ministère de l'éducation de 1990 à 1991 quand elle devint secrétaire du même ministère avant de prendre sa retraite la fonction publique en 1993. À l'âge de 49 ans, en 1996, elle a été élue ministre de la Santé. Sa promotion généra une profonde motivation chez les autres femmes tibétaines du service public.